# Прудиус, Владислав Николаевич
Владисла́в Никола́евич Пру́диус (укр. Владислав Миколайович Прудіус; род. 22 июня 1973, Ромны, Сумская область) — украинский футболист, полузащитник, тренер.

## Карьера

### Клубная
В Высшей лиге чемпионата России провёл 163 матча, забил 9 голов.
В Высшей лиге чемпионата Украины провёл 43 матча, забил 5 голов.

### В сборной
Выступал за молодёжную сборную Украины (12 игр, 1 гол). Участник отборочного турнира молодёжного ЧЕ-1996 (7 матчей).
За сборную Украины сыграл 3 игры, приняв участие в североамериканском турне команды в 1993 году. Больше в сборную не вызывался.
Дебютировал 16 октября 1993 года в товарищеском матче со сборной США (2:1), заменив на 80-й минуте Игоря Жабченко.
Свой последний матч за сборную провёл 23 октября 1993 года против сборной США (1:0). Был заменен в перерыве после первого тайма Игорем Жабченко.
| Матчи в составе сборной Украины по футболу | Матчи в составе сборной Украины по футболу | Матчи в составе сборной Украины по футболу | Матчи в составе сборной Украины по футболу | Матчи в составе сборной Украины по футболу | Матчи в составе сборной Украины по футболу | Матчи в составе сборной Украины по футболу | Матчи в составе сборной Украины по футболу | Матчи в составе сборной Украины по футболу | Матчи в составе сборной Украины по футболу | Матчи в составе сборной Украины по футболу | Матчи в составе сборной Украины по футболу | Матчи в составе сборной Украины по футболу |
| N                                          | №                                          | Дата                                       | Место                                      | Турнир                                     | Соперник                                   | Счёт                                       | Голы                                       | Минуты                                     | Замены                                     | Наказания                                  | Клуб                                       | Примечание                                 |
| ------------------------------------------ | ------------------------------------------ | ------------------------------------------ | ------------------------------------------ | ------------------------------------------ | ------------------------------------------ | ------------------------------------------ | ------------------------------------------ | ------------------------------------------ | ------------------------------------------ | ------------------------------------------ | ------------------------------------------ | ------------------------------------------ |
| 1                                          | 8                                          | 16.10.1993                                 | США, Хай-Пойнт, «Симеон Стэдиум»           | Товарищеский матч                          | США                                        | 2 : 1                                      |                                            | 79                                         | 80'                                        |                                            | «Динамо» (Киев)                            |                                            |
| 2                                          | 9                                          | 20.10.1993                                 | Мексика, Сан-Диего, «Джек Мерфи»           | Товарищеский матч                          | Мексика                                    | 1 : 2                                      |                                            | 45                                         | 46'                                        |                                            | «Динамо» (Киев)                            |                                            |
| 3                                          | 10                                         | 23.10.1993                                 | США, Бетлехем, «Гудман Стэдиум»            | Товарищеский матч                          | США                                        | 1 : 0                                      |                                            | 45                                         | 46'                                        |                                            | «Динамо» (Киев)                            |                                            |
| Итого:                                     | Итого:                                     | Итого:                                     | 3 игры; +2 =0 −1; голы 4:3 (+1)            | 3 игры; +2 =0 −1; голы 4:3 (+1)            | 3 игры; +2 =0 −1; голы 4:3 (+1)            | 3 игры; +2 =0 −1; голы 4:3 (+1)            |                                            | 166 мин.                                   | 166 мин.                                   |                                            |                                            |                                            |

### Тренерская
В 2006 году — тренер в ФШМ ФК «Ростов», в 2011 году — тренер в ФК «Карелия-Дискавери».
В сезоне 2013/14 работал помощником главного тренера «Севера» Мурманск.
С февраля 2017 года работал тренером в УОР № 5 (Егорьевск). С июня 2019 года являлся главным тренером команды УОР № 5 (Егорьевск) — участницы первенства III дивизиона.
С января 2021 года — в спортивной школе «Торпедо» (Москва), тренер команды игроков 2006 г. р.

## Достижения
- Чемпион Украины: 1993/94